# Flashcode
Ne doit pas être confondu avec Code QR.

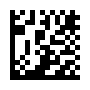
Un exemple de flashcode réel (ligne de bus parisien) : il code le numéro « 5412082001000261 »

Flashcode est une marque désignant un format de données (code-barres) propriétaire de type Datamatrix, développé par l’Association française du multimédia mobile (créée le 25 avril 2005). Ces pictogrammes composés de carrés soit blanc soit noir peuvent notamment être décodés par des téléphones mobiles disposant du lecteur flashcode. Certains téléphones mobiles sont déjà équipés de ce lecteur, pour d’autres, il est nécessaire de l’installer.
La photographie d'un flashcode, comme celle d'autres types de code-image, avec un portable peut déclencher différentes actions, telles que :
- se connecter à un site Web pour consulter un article ;
- envoyer un SMS, un MMS ou un courrier électronique ;
- passer un appel téléphonique ;
- enregistrer une carte de visite dans ses contacts.

Le terme de Flashcode est parfois utilisé, par abus de langage, pour désigner tous les systèmes de codes-images matriciels pour lecture via mobile, comme les codes QR.
Le format a concurrencé le code QR notamment au cours de l'année 2010[réf. nécessaire].

## Principe
Flashcode s’appuie sur la norme de codes matriciels Datamatrix et sur une « grammaire » qui permet de définir l’action déclenchée par la lecture du flashcode.
Il est possible d'utiliser les flashcodes de deux manières :
- les flashcodes directs, non garantis par le standard, contiennent toute l'information nécessaire pour déclencher l'action (l'URL du site Web, les coordonnées du contact…) ;
- les flashcodes indirects, dont la lecture est garantie par le standard, contiennent seulement un index numérique qui permet de récupérer sur un serveur central d’indirection ou annuaire l’information nécessaire pour déclencher l’action attendue.

Le mode indirect permet :
- de stocker une grande quantité de données dans des flashcodes de petite taille : la taille du code est toujours la même (l’information stockée est un index) et la quantité d’information que l’on peut stocker n'est limitée que par le serveur central ;
- cette plus grande capacité de stockage est cependant peu utile étant donné que l'information codée est généralement une URL qui constitue déjà une indirection vers un contenu plus volumineux ;
- de mettre à jour l’adresse finale associée à l'action ;
- de contrôler la validité des codes, en désactivant à volonté des codes ;
- de tracer l’utilisation des codes pour faire des statistiques.

Au contraire, avec le mode direct, la quantité d’information stockée est limitée par la taille du code, et plus on souhaite stocker d’information, plus le code est grand. Il est cependant à noter que l’ensemble des avantages du mode indirect notés ci-dessus pourraient être obtenus par l’utilisation d’une URL courte d’indirection, plutôt qu’un numéro privé comme c’est le cas, ce qui aurait l’avantage pour l’utilisateur d’être compatible avec tous les lecteurs du marché, plutôt que de requérir l’utilisation d’une application privée. Aussi, certains voient dans l'utilisation de ce numéro privé une volonté délibérée de fermer un standard normalement ouvert, à des fins de contrôle et de paiement, comme détaillé ci-dessous.

### Les avantages
- Facile à créer, à imprimer (n’importe quels supports et encres), simple à utiliser.
- Disponible dans toutes les tailles et peu coûteux.
- S’utilise dans tous les domaines d’activité.
- Permet de promouvoir simplement ses produits et d’offrir des informations supplémentaires sur un objet, une marque ou une entreprise.

### Les inconvénients
- Technologie peu communiquée
- Système français, peu transparent et processus d’utilisation un peu long (à cause de la redirection par l’opérateur téléphonique)
- Pour l’utilisateur, il faut  posséder un smartphone connecté à Internet et maîtriser l’utilisation du Flash Code
- Obligation de sortir et ouvrir son téléphone pour prendre une photo (selon les situations, ce n’est pas toujours évident)
- Impossibilité de scanner en mouvement

### Utilisation du QR Code pour coder l'information
La marque Flashcode a commencé à utiliser des QR Code (ISO/CEI 18004:2006) pour coder l'information. Ces QR Code étaient précédés de la mention «flashcode» et suivi de la mention «web», par exemple. Les QR Code ont les mêmes avantages avec moins d'inconvénients et sont maintenant plus utilisés que les flashcodes. Aujourd'hui le système spécifique des flashcode n'existe plus et la marque s'est ouverte à une utilisation libre des codes 2D datamatrix et QR Codes. La marque est d'ailleurs accessible à tous gratuitement; chaque annonceur et éditeur peut ainsi utiliser librement la terminologie "Flashcode" pour désigner ses codes 2D[réf. nécessaire].

### Opérateurs et marché
L’AFMM (Association Française du Multimédia Mobile) et trois des quatre opérateurs mobiles français (Orange, SFR et Bouygues Telecom) ont signé un contrat de licence réciproque sur les spécifications sur lesquelles sont développés les lecteurs flashcode, permettant de lire et d’interpréter les flashcodes. L'utilisation de ce standard est gratuite pour les sociétés, et notamment les constructeurs de terminaux mobiles souhaitant développer des lecteurs compatibles.

### Disponibilité
En 2010, 70 % des smartphones et près de 10 millions de téléphones pouvaient lire des flashcodes en installant l’application spécifique flashcode (éditée par la société française Mobiletag), disponible notamment sur Samsung Apps, App Store, Google Play et Windows Phone Marketplace. En 2012, ce volume est passé à plus de 20 millions, et 85 % des smartphones équipés.
En revanche, les utilisateurs déjà équipés de lecteurs Datamatrix, notamment les touristes étrangers, peuvent lire les flashcodes mais les données ainsi décodées leur sont inutilisables.

### Critiques
À la différence des autres codes existants (notamment le code QR au format ouvert et normalisé ISO), le seul système de code français garanti dans la spécification (RICH WEB) ne code pas du texte ou des URL mais un numéro et nécessite l'utilisation d'un annuaire informatique pour retourner la ressource.
Chaque mobile doit donc, après décodage du code, effectuer une liaison de données avec le serveur de l'opérateur téléphonique afin d'obtenir une redirection vers les données de destination du flashcode. Le serveur d'annuaire de l'opérateur lui permet de comptabiliser ou bloquer les redirections et d'appliquer des règles de facturation en fonction du type de contenu demandé (par exemple : 200 Euros mensuels chez Orange).
À la différence de ce qui se fait dans les autres pays, il n'est donc pas possible de créer soi-même et gratuitement un code (ex. : profil SIMPLE WEB) car aucune garantie ne peut être donnée sur le fait qu'il puisse être lu universellement et le passage par un des prestataires de l'opérateur est obligatoire pour une mise en place. À l'heure actuelle uniquement déployé en France, ce système est critiqué pour son manque de transparence et d'interopérabilité.

## Quelques exemples d’opérations flashcode
- Plus de 80 flashcodes ponctuent les pages de l’hyperlivre de Jacques Attali Le Sens des choses, sorti en 2009. Chaque interview du livre est ainsi accompagnée d'un lien vers la vidéo d’une séquence de l’entretien non retranscrite accessible via un flashcode. Le lecteur équipé peut également participer à des sondages, diffuser les vidéos de spectacle ou concert auxquels le livre fait référence, réagir et donner son avis à la fin de chaque chapitre[4].
- À Disneyland Paris, des flashcodes insérés en 2009 sur les tracts distribués dans le parc et les affiches publicitaires permettaient aux visiteurs équipés d'accéder à des informations pratiques[5]. À partir de 2012, les brochures ont été accompagnées également de QR codes.
- Le Parti communiste français a lancé une campagne pendant la nuit du dimanche 6 au lundi 7 mars 2011, 10 000 affiches ont été collées dans les rues de plusieurs villes françaises[6].